# شانتال أندرسون
شانتال دينيز أندرسون (بالإنجليزية: Chantelle Anderson)‏، ولدت في الثاني و العشرون من يناير عام 1981م، هي لاعبة لبنانية-أمريكية متقاعدة و محترفة في كرة السلة، لعبت في الاتحاد الوطني النسائي لكرة السلة(WNBA) و في الخارج.

## الحياة الشخصية
ولدت شانتيل أندرسون في لوما ليندا في ولاية كاليفورنيا، هي ابنة ماكسين وبول أندرسون وهي الأكبر سنا من الأربع شقيقات. لقبها هو «تشان».

### سنوات الدراسة الثانوية
انتقلت أندرسون وعائلتها لاحقًا إلى فانكوفر واشنطن حيث التحقت بمدرسة خليج هدسون الثانوية. ومن ثم تم اختيارها كواحدة من أفضل لاعبي USA Today لعام 1999 في واشنطن. كما كانت أيضاً أفضل لاعبة في العام لواشنطن وغاتوراد كوست.

### سنوات الكلية
تخرجت أندرسون من جامعة فاندربيلت عام 2003. وفي عامها الأخير في الكلية، أصبحت هداف فاندربيلت رائدة على الإطلاق مع 2,604 نقطة، بالإضافة إلى تعيين نسبة Vanderbilt's Career Field Scale Percentage بنسبة 65.1٪. تم تعيينها في فريق All-American في عام 2001.
أندرسون كانت عضوًا في فريق كرة السلة الأمريكية الحائز على الميدالية الذهبية في عام 2000  بالإضافة إلى كونها ضمن فريق الولايات المتحدة الحائز على الميدالية الذهبية في ألعاب الجامعات العالمية في عام 2001.
كانت في عام 2001 من فاندربلت، وهي أفضل رياضيات للسنة.
سميت باسم فريقها في عام 2001 ، جنبا إلى جنب مع المشاركين في المحاكمات آشلي McElhiney.
حصلت على جائزة 2001 NCAA Midwest Regional All-Tournament للفرق بعد حصولها على 24.0 كرة في كل لعبة.
تم اختيارها عام 2001 من قبل جميع أعضاء مؤتمر Southeastern Conference (SEC) و 2000 All-SEC الفريق الثاني.
حازت على جائزة SEC Tournament MVP في عام 2001.
تم تعيين أندرسون أيضا في قاعة مشاهير فاندربيلت لألعاب القوى كجزء من فصولها الافتتاحية.
تم تعيين أندرسون أيضا في قاعة مشاهير فاندربيلت لألعاب القوى كجزء من فصولها الافتتاحية. ومن ثم تم إقصاء قميصها رقم 21 خلال نصف نهاية مباراة ضد تينيسي في 13 فبراير 2011.

## إحصائيات فاندربيلت
| Year    | Team       | GP  | Points | FG%  | 3P%  | FT%  | RPG | APG | SPG | BPG | PPG  |
| ------- | ---------- | --- | ------ | ---- | ---- | ---- | --- | --- | --- | --- | ---- |
| 1999-00 | Vanderbilt | 34  | 536    | 58.9 | 0.0  | 69.3 | 5.6 | 0.7 | 0.7 | 1.3 | 15.8 |
| 2000-01 | Vanderbilt | 34  | 722    | 72.3 | 57.1 | 72.4 | 6.3 | 1.1 | 0.5 | 1.1 | 21.2 |
| 2001-02 | Vanderbilt | 37  | 765    | 64.7 | 38.5 | 77.3 | 6.8 | 1.5 | 0.5 | 1.4 | 20.7 |
| 2002-03 | Vanderbilt | 32  | 581    | 63.6 | -    | 75.0 | 5.2 | 1.8 | 1.0 | 1.6 | 18.2 |
| Career  | Vanderbilt | 137 | 2604   | 65.1 | 42.9 | 73.9 | 6.0 | 1.3 | 0.7 | 1.3 | 19.0 |

## مسيرة WNBA
تم اختيار أندرسون في المركز الثاني من قبل ساكرامنتو موناركس في مسودة WNBA لعام 2003. أمضت موسمي 2003 و 2004 مع الملوك كلاعب منفعة. خلال موسم 2003، ظهرت في 26 مباراة وبلغ متوسطها 1.6 نقطة في 6.5 دقيقة لكل لعبة. وسجلت من ثماني نقاط عالية في 7 يونيو عندما لعبت ضد الملوك في لوس انجليس سباركس. كما انها حققت 42 نقطة في موسمها المبتدئ مع الملوك.
في موسم 2004 ظهرت في 30 مباراة. و لقدأحرزت 10 نقاط عالية في مسيرتها المهنية، مرتين أمام نيويورك في يوليو ومرة أخرى في ديترويت، بالإضافة إلى سبع كرات مرتدة في نفس اللعبة.
خلال موسم 2004-05 ، لعبت مع USVO في Valenciennes Cedex
في 18 مايو 2005 ، بعد موسمين في سكرامنتو، قام الملك بالتبادل مع أندرسون إلى سان أنطونيو سيلفر ستارز حتى تكون واحدة من أربعة لاعبين من نجوم سيلفر ستارز الذين سيشاهدون الحركة في جميع المباريات الـ 34 التي لعبت في الموسم.أحرزت أندرسون 18 نقطة عالية في مسيرتها ضد لوس أنجلوس سباركس في 3 يوليو عام 2006 ، ثم مررت 8 كرات مرتدة في نيويورك في 30 يونيو. كما ظهرت أندرسون في 20 مباراة قبل أن تكسر الرضفة في ساقها اليسرى في يوليو 2006. مما أدى إلى غيابها عن باقي الموسم.
ثم أصيبت بتمزق في وتر العرقوب في يناير 2007.
في 6 فبراير، 2008 تم اختيار اندرسون من قبل اتلانتا دريم في مسودة التوسع، ولكن قبل بداية موسم 2008 ، عانت من تمزق في الرباط الصليبي الأمامي. في وقت لاحق يوم 28 مايو، تم التنازل عن شانتيل أندرسون من قبل اتلانتا دريم. أندرسون كانت تتعافى من الإصابة في ذلك الوقت. ومن ثم تم إعادة التوقيع عليها من قبل الحلم في 12 فبراير 2009 ، ثم تنازلت مرة أخرى في 31 مايو.
```
في مسيرتها في WNBA لعبت في 90 مباراة في الموسم العادي. 
```

```
في 6 أكتوبر 2009 أعلنت أندرسن اعتزالها من كرة السلة المحترفة.
```

## المهنة الدولية
2003-04: لعبت من أجل MiZo-Pécsi VSK. كان لديها إحصاءات رائعة لكنها أصيبت في منتصف الطريق في الموسم. خلال 2004-2005 WNBA offseason، لعبت أندرسون ل USVO في فالنسيان ، فرنسا وبلغ متوسطها 9.7 نقطة و 5.4 كرات مرتدة في المباراة الواحدة. في وقت لاحق، لعبت أندرسون لفرقة غلطة سراي في تركيا.
أصبحت مواطنة لبنانية في عام 2009 ومثلت تلك الأمة في بطولة آسيا لكرة السلة للنساء.

## بعد WNBA
عملت أندرسون كمحللة للألوان لدى FSN وظهرت على MTV’s MADE كمديرة ومستشارة. كماقامت بعمل بعض النمذجة والمحادثة التحفيزية للعديد من المنظمات.

## روابط خارجية
- شانتال أندرسون على موقع الاتحاد الدولي لكرة السلة (الإنجليزية)
- شانتال أندرسون على موقع الاتحاد الوطني لكرة السلة النسائية (الإنجليزية)
- شانتال أندرسون على موقع كرة السلة الأوروبية.كوم (الإنجليزية)
- شانتال أندرسون على موقع كلية كرة السلة في سبورتس رفرنس.كوم (الإنجليزية)
- شانتال أندرسون على موقع بروبوليرز (الإنجليزية)
- شانتال أندرسون على موقع سبورتس رفرنس (الإنجليزية)
- شانتال أندرسون على موقع قاعة تينيسي للمشاهير الرياضية (الإنجليزية)